# アルバイシン

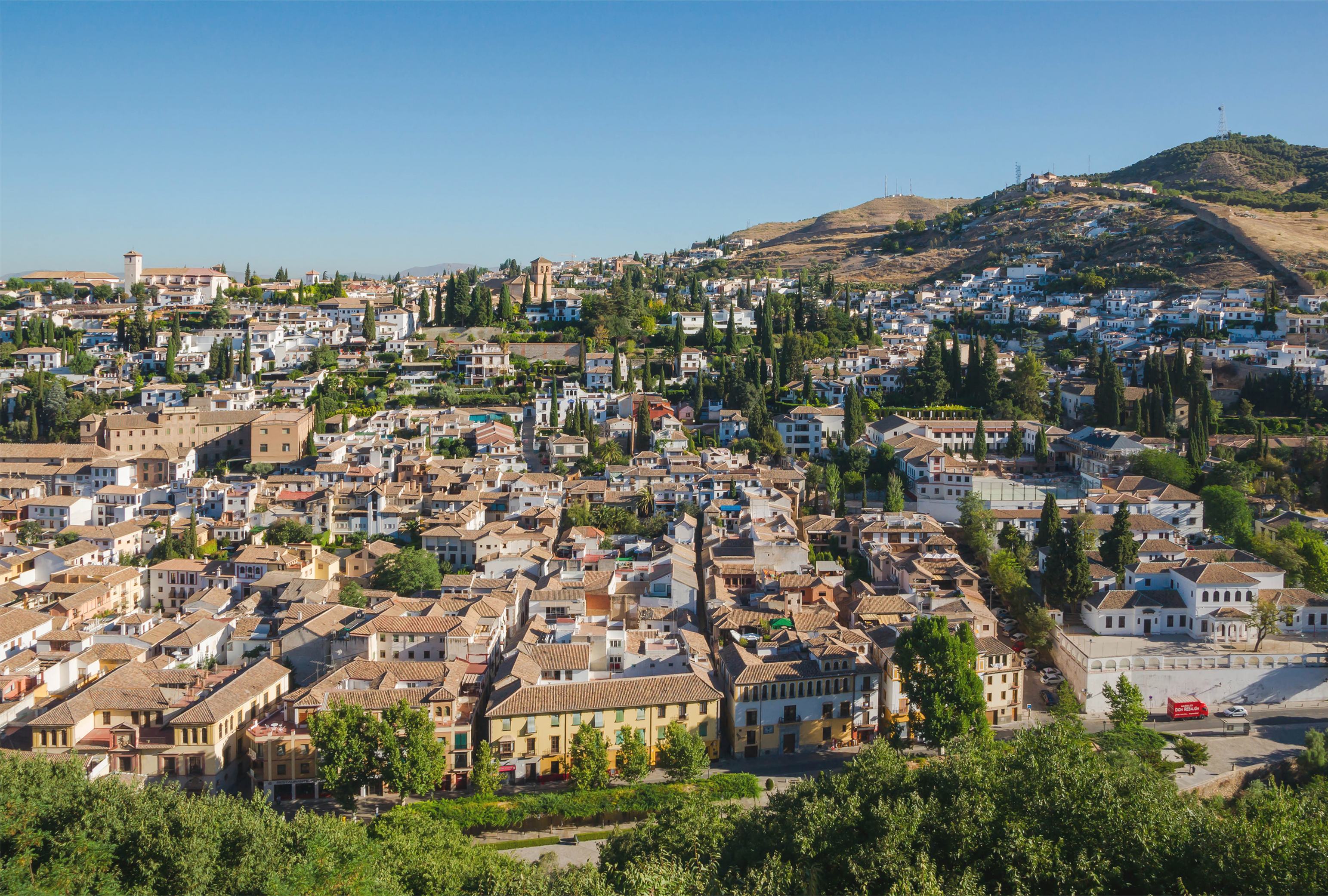
アルハンブラ宮殿から臨むアルバイシン

アルバイシン(スペイン語:Albaicín)とは、スペイン・グラナダにある丘陵の地区。中世ムーア人の統治時代の建築様式を残す一角である。1984年に、アルハンブラ宮殿、ヘネラリフェと合わせて、グラナダのアルハンブラ、ヘネラリーフェ、アルバイシンの登録名で、UNESCOの世界遺産に登録された。
アルバイシンは、ダーロ川を挟んで、アルハンブラ宮殿の西側に位置する。アルバイシンは白壁の家と石畳で構成されており、この地区には、アラブ式の浴場（ハンマーム）、グラナダ考古学博物館、モスクのあとに建設されたサン・サルバドール教会が残る。